# Sašo Fornezzi
Sašo Fornezzi, né le 11 décembre 1982 à Slovenj Gradec en Yougoslavie (auj. en Slovénie), est un footballeur slovène évoluant au poste de gardien de but.

## Carrière de joueur
Fornezzi a commencé sa carrière à Dravograd et a ensuite joué trois saisons pour le Publikum Celje avant d'être transféré vers la formation autrichienne de Kapfenberger SV en 2004. Deux ans plus tard, il rejoint le Grazer AK qu'il quitte en 2007 pour l'Austria Vienne après leur rétrogradation en raison de difficultés financières.
Très peu titulaire, Fornezzi quitte l'Austria pour la deuxième division autrichienne et le FC Magna Wiener Neustadt - qui vient alors d'être créé à la suite de la dissolution du club de SC Schwanenstadt - où il est rejoint par ses coéquipiers de l'Austria Vienne Yüksel Sariyar et Sanel Kuljic.